# Dicliptera undulata
Dicliptera undulata es una especie de planta floral del género Dicliptera, familia Acanthaceae.
Es nativa de India.